# Villa Klefiš à Jagodina
La villa Klefiš à Jagodina (en serbe cyrillique : Вила Клефиш у Јагодини ; en serbe latin : Vila Klefiš u Jagodini) se trouve à Jagodina, dans le district de Pomoravlje, en Serbie. Elle est inscrite sur la liste des monuments culturels protégés de la République de Serbie (identifiant no SK 1686),,.

## Présentation
La villa Klefiš a été construite dans les années 1930 pour servir de résidence familiale à Teodor Klefiš, qui possédait une usine travaillant dans l'agroalimentaire.
Elle s'inscrit dans un plan rectangulaire et est constituée d'un sous-sol, d'un rez-de-chaussée, d'un étage et d'un grenier. Elle est bâtie en briques et en béton armé ; la façade est enduite de mortier. Le portail central est entouré de plaques de marbre et est encadré de deux colonnes terminée par des chapiteaux doriques stylisés et appuyées sur des stylobates. Au rez-de chaussée, les fenêtres sont demi-cintrées, tandis qu'elles sont cintrées à l'étage et regroupées par deux ou par trois ; elles sont entourées de pilastres ; la décoration des fenêtres est faite de ciment blanc avec des bords lisses pour donner l'illusion de blocs de pierres. Dans la partie haute de la maison se trouve une terrasse avec des balustrades en béton ; une piscine y a été construite. Le toit est plat et recouvert et recouvert de tôle, avec une corniche en béton armé.
Sur la façade ouest se trouve une plaque commémorative aux ouvriers de l'usine Juhor morts pendant la Seconde Guerre mondiale.
La villa possède une fonction représentative et son intérieur est lui aussi richement décoré, en particulier le rez-de-chaussée qui était utilisé pour accueillir des invités, organiser des réunions d'affaires et diverses manifestations culturelles. Les sols sont constitués d'une mosaïque en céramique italienne et ceux des salons latéraux d'un parquet-mosaïque aux formes géométriques. Les murs sont lisses tandis que les plafonds possèdent une décoration plastique peu profonde avec une rosette en gypse au milieu.
Depuis le rez-de-chaussée, un escalier circulaire en béton armé recouvert de dalles en marbre blanc conduit à l'étage ; cet escalier est éclairé de l'extérieur par des fenêtres en métal avec des vitres teintées en mosaïque.
À l'étage, se trouvent les chambres utilisées notamment pour le logement et l'hébergement des invités. Dans le grenier se trouvaient les chambres du personnel et les locaux nécessaires à l'entretien du bâtiment.